# تريز حداد
تريز مزيد سليم حدّاد، أديبة وصحفية أردنية. ولدت عام 1948 في مدينة عمان. عضوة في رابطة الكتاب الأردنيين ونقابة الصحفيين الأردنيين والجمعية الأردنية لحقوق الإنسان. وهي أول امرأة تنتسب لعضوية نقابة الصحفيين الأردنيين. حاصلة على درجة البكالوريوس في العلوم السياسية من جامعة دمشق عام 1973.

## العمل
بدأت حياتها العملية صحفية في جريدة الرأي الأردنية عام 1973 واستمرت في عملها خلال عام 1974. انتقلت للعمل في جريدة الدستور الأردنية عام 1976 واستمرت فيها حتى عام 1984 وتعد جريدة الدستور من أقدم واعرق الصحف الأردنية وأكثرها قبولا، حيث انتقلت لتشغل منصب نائب مدير عام صيحفة صوت الشعب واستمرت فيها حتى 1995 لتعود للعمل في جريدة الرأي حتى عام 2006. خلال فترة عملها المنتظم في الأردن، كانت مراسلة لصحيفة الأنباء الكويتية ومديرة مكتب مجلة الوطن العربي في عمان وقد كانت المجلة تصدر في قبرص.

## أعمالها
صدرت لها مجموعة خواطر بعنوان «حتى نلتقي» عام 1973؛ كما نشرت مجموعة قصصية بعنوان «التحديق في ملامح الغربة» عام 1975، ومجموعة قصصية أخرى بعنوان «السقف» بطبعتين عامي 1990 و1991. أما مجموعتها القصصية الكاملة فصدرت عام 1995 بعنوان «الحياة والناس».
أما أعمالها غير الأدبية فشملت مجموعة كتب منشورة، تتضمن:
- «القرارات والمبادرات الخاصة بالقضية الفلسطينية 1948-1988»، عن مطابع «صوت الشعب»، عمّان، عام 1995. صدرت منه طبعتان باللغتين الإنجليزية والفرنسية، دار هانيبال، نيقوسيا/ قبرص، 1997.
- «القرارات والمبادرات الخاصة بالقضيّة الفلسطينيّة من قرار التقسيم إلى توقيع المعاهدة 1917-1994»، مطابع «صوت الشعب»، عمّان، عام 1995.[2]
- «ملف الأحزاب السياسية في الأردن 1919-1994»، مطابع «صوت الشعب»، عمّان، عام 1995.
- «ذاكرة الوطن.. شخصيات أردنية سياسية واجتماعية واقتصادية»، مركز «الرأي» للدراسات والمعلومات، عمّان، 2003.[3]